# Heinz Vollmar
Heinz Vollmar (* 26. April 1936 in St. Ingbert; † 12. Oktober 1987) war ein deutscher Fußballspieler, der sowohl in der saarländischen wie auch in der deutschen Fußballnationalmannschaft in den Jahren 1955 bis 1962 aktiv war.

## Sportliche Laufbahn

### Vereinskarriere

#### SV St. Ingbert, 1946 bis 1959
In der Runde 1954/55 gewann der SV St. Ingbert mit dem Eigengewächs Heinz Vollmar vor den Konkurrenten aus Elversberg und Homburg die Meisterschaft in der 1. Amateurliga Saarland und stieg in die 2. Vertragsliga Südwest auf. Für das 19-jährige Stürmertalent brachte aber die Berufung durch Nationaltrainer Helmut Schön für das am 1. Mai 1955 in Saarbrücken stattfindende Länderspiel in die saarländische Fußballnationalmannschaft gegen die Niederlande noch einen weiteren Höhepunkt zustande. Bei der 1:2-Niederlage bildete er zusammen mit Ewald Follmann, Fritz Altmeyer, Herbert Martin und Peter Krieger auf Linksaußen den Angriff des Saarländischen Fußballbundes (SFB). Im ersten Jahr in der 2. Liga kam die Mannschaft aus dem Mühlwaldstadion mit Trainer Erich Garske, dem Routinier Peter Momber und der Offensivhoffnung Heinz Vollmar auf den zwölften Rang. In der zweiten Saison, 1956/57, konnte vor TuRa Ludwigshafen, FV Engers und dem BSC Oppau die Meisterschaft und damit der Aufstieg in die Oberliga Südwest gefeiert werden. Das Zuschauerinteresse war mit 3.000 Besuchern gegen TuRa Ludwigshafen und 2.500 gegen den Lokalrivalen Hühnerfeld gut und führte auch bei Gegnern zu Zahlen, die wie im Frühjahr 1957 beim TSC Zweibrücken am Sportplatz am Wattweiler Berg, zu einem Zuschauerrekord von 5.500 führten, darunter 1.500 St. Ingberter Fans, die einen 5:4-Auswärtserfolg der Mannen um Nationalspieler Heinz Vollmar feiern konnten. Zum 4:0-Heimstart am 11. August 1957 in die Oberliga Südwest gegen den FV Speyer steuerte der beidfüßig starke Stürmer Vollmar zwei Treffer bei. Beim torreichen Heimsieg am 8. September 1957 gegen den VfR Kaiserslautern erzielte er vor 5.000 Zuschauern in der 84. Spielminute den Siegtreffer zum 7:6-Endstand. Als am 6. Oktober 1957 gegen den FK Pirmasens mit 8.000 Besuchern der Zuschauerrekord im Mühlwaldstadion aufgestellt wurde, konnte sich Vollmar dagegen bei der 0:2-Niederlage nicht als Torschütze auszeichnen. Am Rundenende hatte er in 19 Spielen 14 Tore erzielt, aber St. Ingbert stieg als Schlusslicht 1958 aus der Oberliga ab. Vollmar versuchte 1958/59 mit seinem SV den sofortigen Wiederaufstieg, scheiterte aber am VfR Kaiserslautern, Ludwigshafener SC und dem FC Homburg und belegte den vierten Rang in der 2. Liga Südwest. Mit 23 Jahren unterschrieb er daraufhin beim 1. FC Saarbrücken für die Oberliga Südwest 1959/60 einen neuen Vertrag um zukünftig im Ludwigsparkstadion in der Landeshauptstadt zu spielen.

#### 1. FC Saarbrücken, 1959 bis 1965
Sein Oberliga-Debüt für Saarbrücken hatte Vollmar am ersten Spieltag, den 16. August 1959, beim 5:1-Auswärtserfolg bei TuRa Ludwigshafen, wo ihm als Rechtsaußen ein Treffer gelang. Der Angriff des 1. FC setzte sich mit Vollmar, Herbert Martin, Herbert Binkert, Peter Krieger und Günther Albert zusammen. Der universell im Sturm einsetzbare Techniker absolvierte 26 Spiele mit elf Toren und die Mannschaft von Trainer Jenő Csaknády belegte mit dem weiteren Neuzugang Werner Hesse hinter Meister FK Pirmasens und Borussia Neunkirchen den dritten Rang. Zur Runde 1960/61 übernahm Helmuth Johannsen das Traineramt beim 1. FC Saarbrücken. Vollmar erzielte 19 Tore und Saarbrücken gewann die Meisterschaft im Südwesten und zog damit in die Endrunde um die deutsche Fußballmeisterschaft 1961 ein. In den sechs Endrundenspielen gegen Eintracht Frankfurt, Hamburger SV und Borussia Dortmund war Vollmar jeweils im Angriff im Einsatz und erzielte drei Tore. Als Titelverteidiger landete Saarbrücken 1961/62 hinter Borussia Neunkirchen und dem FK Pirmasens auf dem dritten Platz. Vollmar hatte in 28 Spielen 20 Tore erzielt. Vor dem Start in das letzte Jahr der Oberligen, 1962/63, wurde am 28. Juli 1962 die Einführung der Fußball-Bundesliga beschlossen. Die Malstatter holten sich durch den 5:0-Erfolg am 9. Dezember 1962 im Lokalderby gegen die Sportfreunde mit 23:7 Punkten am fünfzehnten Spieltag zwar die Herbstmeisterschaft – im Angriff spielten dabei Vollmar, Albert Port, Dieter Krafczyk, Rainer Schönwälder und Erich Maas – aber nach der Bekanntgabe durch die Auswahlkommission am 11. Januar 1963 der ersten neun künftigen Bundesligisten – neben dem Hamburger SV, Werder Bremen, 1. FC Köln, Borussia Dortmund, FC Schalke 04, Eintracht Frankfurt, 1. FC Nürnberg und Hertha BSC wurde dabei auch der 1. FC Saarbrücken vorzeitig nominiert – ließ die Mannschaft in der Rückrunde deutlich nach und stand am Rundenende auf dem fünften Rang. Heinz Vollmar hatte von 1959 bis 1963 in der Oberliga Südwest für Saarbrücken 102 Spiele mit 56 Toren absolviert.

#### Bundesliga, 1963/64
Mit den Neuzugängen Werner Hölzenbein (TuS Neuendorf), Werner Rinass (Hamborn 07) und Heinz Steinmann von Schwarz-Weiß Essen sowie dem neuen Trainer Helmut Schneider startete Saarbrücken im Sommer 1963 in die neue Liga. Das Bundesligadebüt hatten Heinz Vollmar und seine Mannschaftskollegen am 24. August 1963 mit dem Heimspiel gegen den 1. FC Köln. 35.000 Zuschauer erlebten den 2:0-Erfolg der Mannschaft aus der Domstadt mit dem 54er-Weltmeister Hans Schäfer und der neuen Mittelfeldhoffnung Wolfgang Overath. Vollmar und seine Mitspieler erlebten eine frustrierende Hinrunde mit 4:26 Punkten und konnten auch durch die 13:17 Zähler in der Rückrunde die „rote Laterne“ nicht mehr abgeben. Als 16. stieg Saarbrücken nach der Debütrunde aus der Bundesliga ab und Heinz Vollmar hatte dabei in 23 Einsätzen drei Treffer erzielt. Mit dem Heimspiel am 9. Mai 1964 gegen Schalke 04, das Spiel endete 1:1 unentschieden, endete das Kapitel Fußball-Bundesliga. Nochmals hatte sich der Mann aus St. Ingbert dabei mit einem Nationalspieler, Hans Nowak spielte rechter Verteidiger bei Schalke, messen können. Der Angriff der Saarbrücker agierte mit Erich Maas, Friedel Reuther, Rainer Schönwälder, Karl Meng und Vollmar.

#### Regionalliga Südwest, 1964/65
Vollmar setzte nach dem Abstieg seine Karriere beim 1. FC Saarbrücken fort und ging zur Runde 1964/65 mit in die Zweitklassigkeit der Regionalliga Südwest. Durch die Neuzugänge Walter Gawletta, Emil Poklitar und Lazar Tasic im Spielerkader ergänzt und durch Trainernachfolger Jupp Derwall (Verbandstrainer im Saarland) – Helmut Schneider übernahm ab dem 27. Januar 1965 den Bundesligisten Karlsruher SC – erfolgreich betreut, gewann der Bundesligaabsteiger die Meisterschaft im Südwesten vor Wormatia Worms und zog damit in die Bundesliga-Aufstiegsrunde 1965 ein. Der FC Bayern München setzte sich in der Gruppe 2 überlegen vor den punktgleichen Saarländern und Aachen durch und feierte den Aufstieg. Heinz Vollmar bestritt am 26. Juni 1965 beim 3:1-Heimerfolg gegen Alemannia sein letztes Pflichtspiel für die Blau-Schwarzen und spielte ab der Runde 1965/66 wieder bei seinem Heimatverein SV St. Ingbert in der 1. Amateurliga Saarland Fußball, wo er auch seine Laufbahn beendete.

### Auswahleinsätze
Saarland-Trainer Helmut Schön berief das 19-jährige Offensivtalent Heinz Vollmar – er spielte zu dem Zeitpunkt der Berufung mit dem SV St. Ingbert in der 1. Amateurliga Saarland – erstmals zum Länderspiel am 1. Mai 1955 in Saarbrücken gegen Holland in die saarländische Fußballnationalmannschaft. Bei seinem zweiten Einsatz am 9. Oktober 1955 gegen die B-Mannschaft von Frankreich steuerte der zwischenzeitliche 2. Ligastürmer drei Treffer zum 7:5-Erfolg der Schön-Elf bei. Mit dem vierten Länderspiel von Vollmar am 6. Juni 1956 in Amsterdam gegen Holland endete die Geschichte der Fußballnationalmannschaft des Saarlandes, da der SFB sich ab dem 6. Juli 1956 wieder als Landesverband dem DFB anschließen konnte. Bei der 2:3-Niederlage in Amsterdam erzielte Vollmar seinen vierten Treffer. Zusammen mit Gerhard Siedl, Herbert Martin, Peter Krieger und Herbert Binkert bildete er den Angriff.
Bundestrainer Sepp Herberger setzte den 20-jährigen Heinz Vollmar bereits am 30. Juni 1956 in der deutschen Fußballnationalmannschaft beim Länderspiel in Stockholm gegen Schweden ein. An der Seite von Spielführer Alfred Pfaff stürmte er bei dem 2:2-Remis auf Linksaußen. Vollmar war damit der erste saarländische Spieler – nach dem Zweiten Weltkrieg – der auch für die DFB-Länderelf zum Einsatz kam. Dazu beigetragen hat sicherlich auch, dass Helmut Schön ab dem 26. Mai 1956 in Diensten des DFB stand und das Flügelstürmertalent aus St. Ingbert dem Bundestrainer aus persönlichem Erleben empfehlen konnte. In der Meisterrunde 1956/57 des SV St. Ingbert war Vollmar in diversen Testspielen der DFB-Mannschaft gegen Oberligamannschaften und fünf weiteren Länderspielen im Einsatz. In der Weltmeisterschaftssaison 1957/58 nahm er am ersten WM-Lehrgang in München vom 22. bis 28. Juli 1957 teil, stand in Hannover am 4. September 1957 und am 31. Oktober in Düsseldorf in zwei Testspielen von A- gegen B-Auswahlmannschaften auf dem Platz und absolvierte am 22. Dezember 1957 in Hannover beim 1:0-Erfolg gegen Ungarn sein siebtes Länderspiel für die DFB-Mannschaft. Danach durchlebte er krankheitsbedingt eine fast zweijährige Pause in der Nationalmannschaft und kehrte erst nach seinem Wechsel zum 1. FC Saarbrücken in der Saison 1959/60 wieder in die Mannschaft von Bundestrainer Herberger zurück. In drei Länderspielen gegen die Schweiz, Jugoslawien und Irland stürmte er in dieser Saison für Deutschland. In seiner zweiten Runde in Saarbrücken folgten das elfte Länderspiel am 23. November 1960 in Sofia gegen Bulgarien und am 8. März 1961 in Frankfurt gegen Belgien sein zwölfter Einsatz in der DFB-Mannschaft. In der Saison 1961/62 trug der DFB acht Länderspiele aus und nahm an der Fußball-Weltmeisterschaft 1962 in Chile teil. Heinz Vollmar wurde in sechs Testspielen vom 30. August 1961 bis 21. März 1962 aufgeboten und stand in den Aufgeboten für die Länderspiele am 20. September 1961 in Düsseldorf gegen Dänemark, am 8. Oktober 1961 in Warschau gegen Polen sowie am 22. Oktober 1961 in Augsburg gegen Griechenland. Er nahm am WM-Vorbereitungslehrgang vom 30. April bis 11. Mai 1962 in Karlsruhe-Schöneck teil und wurde durch Bundestrainer Sepp Herberger in das 22er-Aufgebot für Chile berufen. Zu einem weiteren Einsatz in der Nationalmannschaft kam er aber nicht mehr. Mit dem Spiel am 17. Juni 1962 in New York gegen eine Auswahl des Deutsch-Amerikanischen Fußball-Bundes – es fand während des Rückfluges von der Weltmeisterschaft in Chile statt – verabschiedete sich Vollmar auf Linksaußen mit einem Tor beim 7:2-Erfolg der deutschen Mannschaft aus der Nationalelf.

### Erfolge
- 1957: Meister in der 2. Liga Südwest mit dem SV St. Ingbert
- 1961: Südwestdeutscher Meister mit dem 1. FC Saarbrücken
- 1965: Meister in der Regionalliga Südwest mit dem 1. FC Saarbrücken

## Tod
Vollmar verstarb 1987 mit 51 Jahren während des Joggens in einem Waldstück zwischen St. Ingbert und Sulzbach in der Nähe seines Hauses an Herzversagen.